# Torneo de Pekín 2009
El Torneo de Pekín es un evento de tenis que se disputa en Pekín, China,  se juega entre el 3 y  el 11 de octubre de 2009.

## Campeones

### Individuales Masculino
Novak Djokovic vence a  Marin Čilić, 6-2, 7-6(4).

### Individuales Femenino
Svetlana Kuznetsova vence a  Agnieszka Radwańska, 6-2, 6-4

### Dobles Masculino
Bob Bryan /  Mike Bryan vencen a  Mark Knowles /  Andy Roddick, 6-4, 6-2

### Dobles Femenino
Hsieh Su-Wei /  Peng Shuai vs.  vencen a Alla Kudryavtseva /  Ekaterina Makarova, 6-3, 6-1.